# Katarzyna Piszek

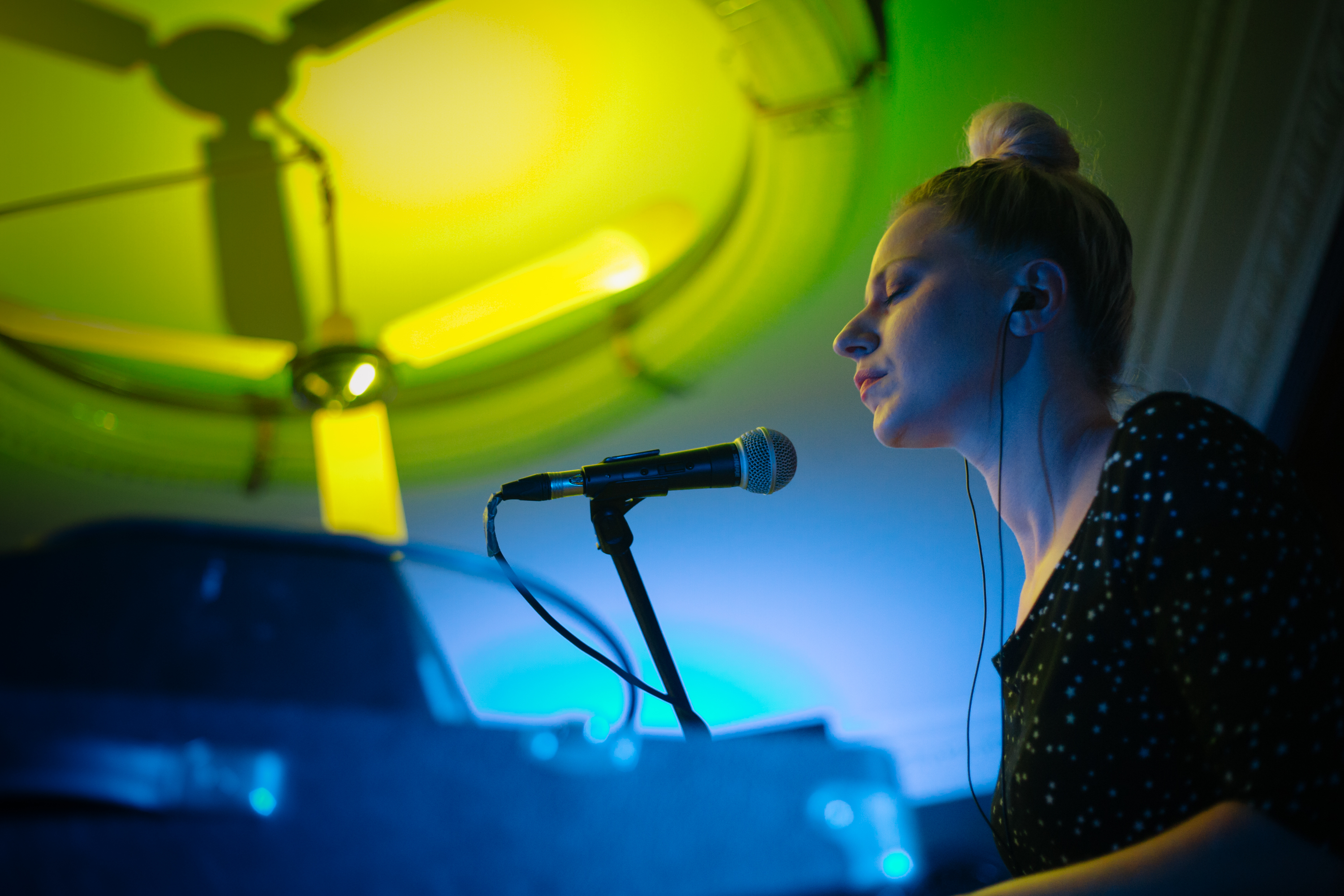
Kasai

Katarzyna Piszek, pseudonim Kasai (ur. 2 sierpnia 1983 we Wrocławiu) – polska kompozytorka, instrumentalistka, wokalistka, producentka i autorka tekstów.

## Życiorys

### Wczesne lata i edukacja
Pochodzi z rodziny o muzycznych tradycjach. Jej matka jest pianistką Opery Narodowej w Warszawie, ojciec śpiewakiem operowym. W roku 1998 ukończyła z wyróżnieniem Państwową Podstawową Szkołę Muzyczną nr 3 im. Grażyny Bacewicz w Warszawie w klasie fortepianu. W 2002 ukończyła Zespół Szkół Muzycznych nr. 4 im. Karola Szymanowskiego w Warszawie. W latach 2002–2006 była studentką Akademii Muzycznej im. Szymanowskiego w Katowicach na Wydziale Jazzu i Muzyki Rozrywkowej, w klasie Kompozycji i Aranżacji, którą ukończyła otrzymując dyplom magistra sztuki.

### Działalność artystyczna
Od 2008 roku prowadzi czynną działalność koncertową i studyjną. Współpracowała m.in. z Anią Dąbrowską, Bogdanem Kondrackim, Karoliną Kozak, Noviką, Andrzejem Smolikiem. Tworzy zespół koncertowy Moniki Brodki, którą wspomaga grą na instrumentach klawiszowych, perkusyjnych oraz śpiewem. Współpracuje również z Arturem Rojkiem, z którym nagrała nagradzany album „Składam się z ciągłych powtórzeń”. Od 2012 razem z Pauliną Przybysz, braćmi Zalewskimi i Jerzym Markuszewskim współtworzy zespół Rita Pax, z którym nagrała dwie płyty.
Brała udział w licznych festiwalach w Polsce i za granicą, m.in.: Audioriver, Coke Festival, Enea Spring Break, Great Escape, Off Festival, Opener Festival, Positivus, Rock En Seine, Selector, SXSW, Tallin Music Week, Tauron Nowa Muzyka.
W 2018 r. rozpoczęła solową karierę jako Kasai, wydając 2 single: Impostor i Sun Spirit. W marcu 2019 r. ukazał się jej najnowszy teledysk do utworu Salvages, promujący nadchodzący, debiutancki albumu. Płyta Equals ukazała się w maju 2019 r., nakładem niezależnej wytwórni ART2 Music. W 2020 roku, wspólnie z Bartkiem Samitowskim wydała live album Kattegat session, który w 2021 roku uzyskał nominację do Nagrody Muzycznej Fryderyk w kategorii „Album Roku: Alternatywa”.

## Dyskografia
- 2008: Edyta Górniak, To nie tak jak myślisz – muzyka[13]
- 2008: Various, To nie tak, jak myślisz kotku, Edyta Górniak, utwór To nie tak jak myślisz – muzyka[13]
- 2009: Various, Radio Eska Impreska Vol. 2, Edyta Górniak, utwór To nie tak jak myślisz – muzyka[13]
- 2009: Various, Eska Biało- Czerwoni, Edyta Górniak, utwór To nie tak jak myślisz – muzyka[13]
- 2010: Various, The Best Polish Songs...Ever! Vol.2, Edyta Górniak, utwór To nie tak jak myślisz – muzyka[13]
- 2010: Ania Dąbrowska, Ania Movie – instrumenty klawiszowe, wokal[13]
- 2010: Ania Dąbrowska, Live EP – instrumenty klawiszowe, wokal[13]
- 2010: Ania Dąbrowska, Bang Bang EP – instrumenty klawiszowe, wokal[13]
- 2011: Various, RMF FM Polskie Przeboje, Natalia Kukulska, utwór Wierność jest nudna – muzyka[13]
- 2011: Edyta Górniak, Teraz – tu (singel) – muzyka, wokal[13]
- 2012: Karolina Kozak, Homemade – muzyka, aranżacja, produkcja, instrumenty klawiszowe, wokal[13]
- 2012: Edyta Górniak, My, utwór Teraz – tu – muzyka, wokal[13]
- 2013: Rita Pax, Rita Pax – instrumenty klawiszowe, wokal[13]
- 2013: Novika, Heart Times – instrumenty klawiszowe, wokal; utwór Bad News – muzyka, produkcja, wokal[14][15][16]
- 2014: Artur Rojek, Składam się z ciągłych powtórzeń – instrumenty klawiszowe, wokal[13]
- 2015: Rita Pax, Old Transport Wonders – instrumenty klawiszowe, wokal[5]
- 2016: Monika Brodka, Clashes, utwory: Mirror Mirror, Horses, Holy Holes, Funeral – instrumenty klawiszowe[13]
- 2019: Kasai, Equals[17]
- 2022: Kasai, Equals. Kattegat Session[11]
- 2022: Voo Voo, Anawa 2020; muzyka do utworu Stoją gorzkie pagórki i gościnnie wokal w utworach: Niepewność, Nie dokazuj, Będziesz moją panią i Piosenka[18]